# Thallomys loringi
Thallomys loringi és una espècie de mamífer rosegador de la família dels múrids. Viu al centre de Kenya i el nord de Tanzània. El seu hàbitat natural són les sabanes, tant seques com humides. És una espècie en risc mínim, és a dir, no sembla que hi hagi cap amenaça significativa per a la seva supervivència. L'espècie fou anomenada en honor del col·leccionista estatunidenc John Alden Loring.